# 庫斯科
13°31′30″S 71°58′20″W / 13.52500°S 71.97222°W
庫斯科（西班牙語：Cuzco，[ˈkusko]，奇楚瓦語發音：[ˈqɔsqɔ]，科斯科），秘魯東南方部城市，人口約有30萬人，座落在Huatanay谷中（Huatanay有神聖的意思），被安地斯山脈環繞，是古老的印加帝國的搖籃。庫斯科是库斯科大区及庫斯科省的首府。
庫斯科是一個高海拔城市，海拔有3400公尺（11024英尺），它的名字在秘魯當地蓋丘亞語意味著「肚臍」。1983年，城市中的古城列入联合国教科文组织世界遗产，登录名称为庫斯科古城。在《秘魯憲法》中，列明庫斯科是「歷史首都」（西班牙語：Capital Histórica），乃一象徵式的聲明。

## 历史
庫斯科是過去印加帝國的首都，也是印加文明的商業、農業與宗教中心。根據傳說，在11到12世紀時，第一位印加國王曼科·卡派克建立了庫斯科。今日在庫斯科，印加宮殿的花崗岩牆壁仍然存在，紀念碑和太陽寺廟也都還保留著。明代《坤輿萬國全圖》稱之為“故私哥國”。
1532年，169個由法蘭西斯克·皮薩羅率領的西班牙士兵和土著盟邦士兵在經過數年準備和作戰後，在卡哈馬卡戰役中俘虜了並處決了薩帕·印卡阿塔瓦爾帕，最後南下印加首都。西班牙軍隊在11月攻陷城市大肆搜刮掠奪，最終在統治時期時拆毀了庫斯科的所有印加建築，在廢墟上建造了另一座西班牙城市，並且繼續殖民、開發前印加地區。
1950年5月21日的一次地震在庫斯科造成嚴重破壞，導致該市三分之一以上的建築受損，1983年，庫斯科的古城成為世界遗产。自 1990 年代以來，旅遊業有所增加。目前，庫斯科是秘魯最重要的旅遊目的地。

## 地理
库斯科延伸到胡简奥里河谷。海拔最高3,300（10,800英尺）。库斯科的北部是一片山区，海拔在4000–6000公尺左右。最高峰是距离城市西北方向大约60公里的萨尔坎泰，海拔6271米。

## 气候
库斯科属于海洋性气候中的亚热带高原气候，气候一般温暖干燥，有两个明显的季节。旱季从4月底持续到10月，日照充足，夜晚结冰的现象偶尔发生，7月为全年最冷月，平均气温9.6℃。雨季从11月到3月，月平均13.4℃。最后一次降雪记录在1911年6月。
在2006年，库斯科被發現是地球上紫外线照射最强的地方之一。

## 人口
根據秘魯國家信息與信息學院（INEI）的數據顯示，該市2013年人口約為434,114人，2015年人口約為434,654人。

## 交通

### 空运
库斯科的主要国际机场是亚历杭德罗·贝拉斯科·阿斯特特国际机场。该机场以秘鲁飞行员亚历杭德罗·贝拉斯科·阿斯特特的名字命名，他于1925年首次从利马飞往库斯科，成为飞越安第斯山脉的第一人。该机场是秘鲁第二繁忙的机场，仅次于利马的豪尔赫·查韦斯国际机场。它很快将被钦切罗国际机场取代，后者将提供飞往北美洲和欧洲的航线。

### 铁路
秘魯南部鐵路经过库斯科，并将其与胡利亞卡和阿雷基帕等城市相连，该铁路的终点站是该市的万查克站。此外，从圣佩德罗站，南部铁路的东南段（以前的库斯科-圣安娜-基拉班巴铁路）从该市出发，这是通往古印加城堡马丘比丘的路线。

### 道路
通过公路，它与馬爾多納多港、阿雷基帕、阿班凯、胡利亞卡和普诺等城市相连。连接阿班凯市的公路也是到达利马最快的公路，经过 20 多个小时的旅程，穿过阿普里马克、阿亚库乔、伊卡和利马省。PeruRail是秘鲁最大的铁路公司，为库斯科的车站提供服务。

## 美食
作為印加帝國的首都，庫斯科是一個重要的農業區。也是數千種秘魯本土植物的自然保護區，其中庫斯科則種植約 3,000 種馬鈴薯品種，當前美食採用現代技術烹製，融合了傳統的安第斯和國際食材。

## 旅游與建築物

### 庫斯科古城
自西元900〜公元1200年間的基爾克文化，至輝煌的印加帝國開始統治時，庫斯科古城就有著相當擁久的歷史，雖然在1535年，西班牙探險家皮薩羅和歐洲殖民者洗劫了庫斯科的大部分地區。但是印加王宮和太陽神殿的遺跡仍然屹立不倒，而印加文明的建築物地基相比而言，實際比現代秘魯的建築地基更堅固，另外在西方文明也帶來了一些具有巴洛克风格的殖民建筑，例如圣多明各大教堂。
距離庫斯科最近的印加遺跡為薩克塞瓦曼，離市區約有兩公里距離，130公里處的附近的印加遺址為著名的馬丘比丘，可步行前往馬丘比丘的印加古道或是從奧揚泰坦博搭乘火車前往該地，其他在庫斯科附近的印加遺址包括因卡瓦西山、比爾卡班巴等。
庫斯科的主體育場為加西拉索體育場，是秘魯在2004 年舉辦美洲國家盃時所使用的七個體育場之一，而庫斯科國際機場則是為國內和國際線提供服務。

### 建築遺產

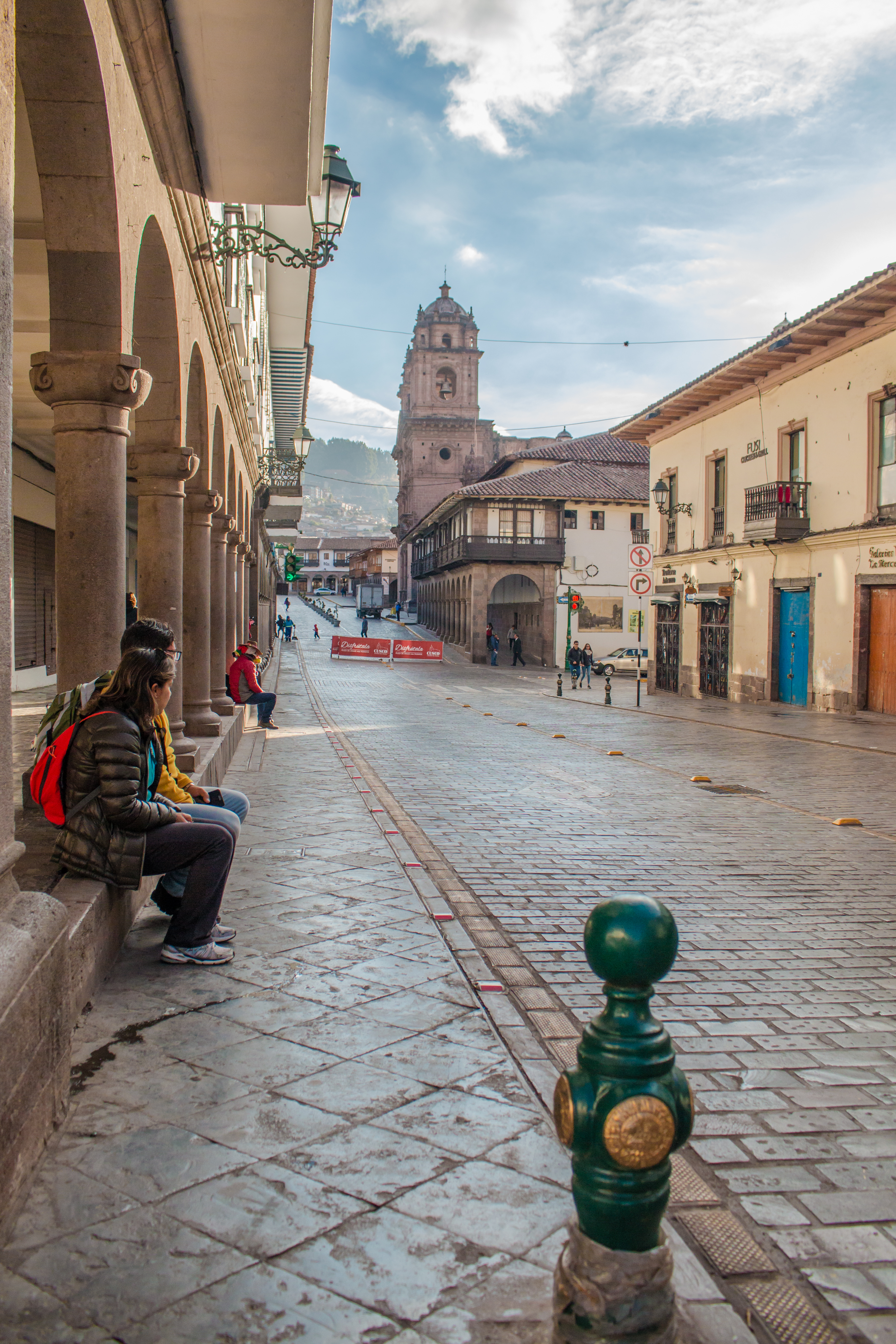
仁慈圣母圣殿的周邊街景

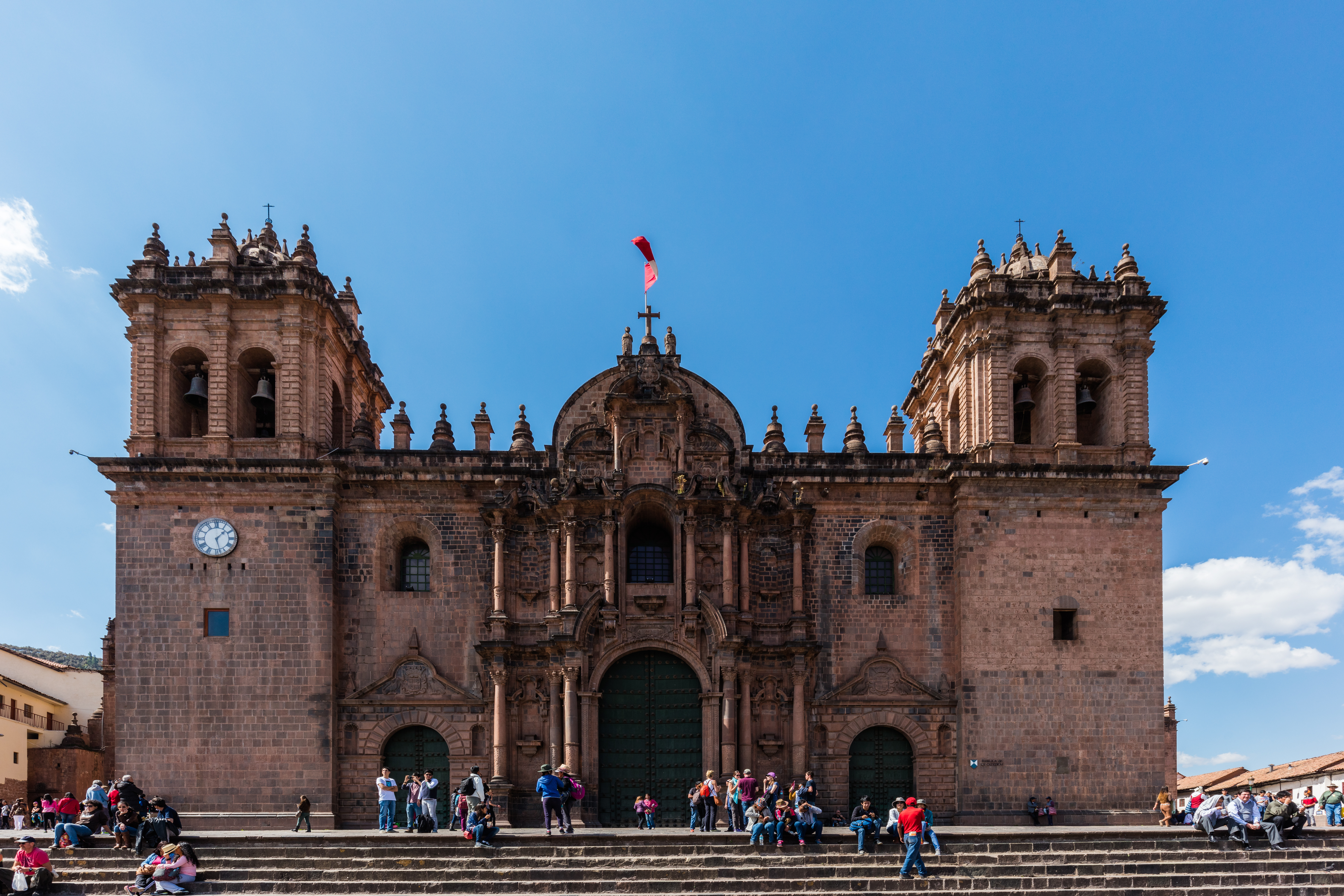
庫斯科主教座堂

由於庫斯科其古老的歷史和重要性，保存了許多前哥倫布時期的遺跡，而且還有南美洲最精華的西班牙殖民時期建築，這使其於 1983 年被聯合國教科文組織宣佈為世界遺產：

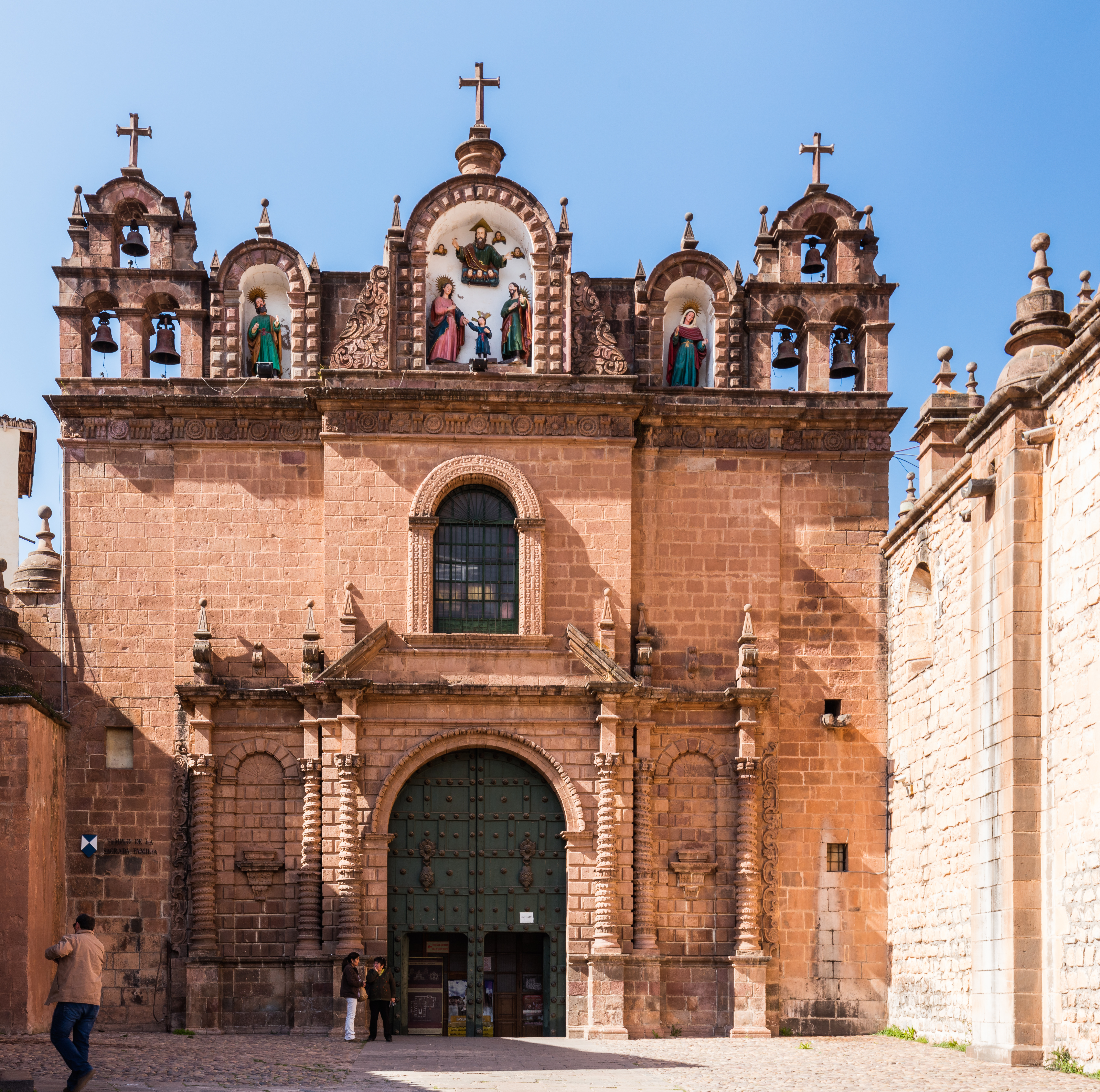
庫斯特聖家堂

- 仁慈圣母圣殿

仁慈圣母圣殿的興建可以追溯到1536年。第一代教堂於1650年的地震中被摧毀，現貌則是於1675年完成，其建築最大的特色則是具有其巴洛克、文藝復興風格的迴廊、合唱團、殖民時期的繪畫和木雕等古物，現在則是受歡迎的博物館，此外教堂也收藏一個由黃金和寶石製成的精心製作的聖體光。
- 库斯科主教座堂

庫斯科主教座堂為庫斯科最重要的宗教古蹟，也是是西班牙殖民時期的代表建築，築位於秘魯庫斯科中心兵器廣場（Plaza de Armas）的東北處，主教座堂不僅是一個宗教場所，也是庫斯科殖民地藝術的寶庫，擁有許多考古文物。
- 兵器广场

兵器广场位於庫斯科中心，也是庫斯科的行政，宗教和文化中心，在印加時代時被稱為「武士廣場」，曾是幾個秘魯重要事件的發生地，例如法蘭西斯克·皮澤洛宣布征服庫斯科，殖民統治秘魯時期的一位起義軍首領何塞·加夫列爾·孔多爾坎基的處刑之地就是在此廣場發生，西班牙人曾廣場周圍建造了石拱廊，並成為當前廣場最顯眼的地標。
- 耶稣会教堂

耶稣会教堂於1576年建造，是耶穌會在印加統治者瓦伊納·卡帕克的宮殿毒蛇院子遺礎上所建，被認為是美洲殖民地之巴洛克風格的最佳典範之一，教堂的正面是由石頭雕刻，主祭壇是則使用木雕製成，上面覆蓋著金箔。此外該教堂也收藏了包含庫斯科畫派的寶貴殖民地畫作。
- 太陽神殿與聖多明我修道院

太陽神殿（克丘亞語：Coricancha）是過去庫斯科和整個印加帝國最受尊敬的寺廟，也是供奉太陽神（因蒂）的聖地，當西班牙殖民者拆毀寺廟後，在其遺址上利用其基礎建立聖多明哥修道院和教堂。

### 博物館
庫斯科有以下重要博物館：
- 前哥倫布時期藝術博物館
- 孔查之家博物館（馬丘比丘博物館）
- 印加博物館
- 庫斯科地區歷史博物館
- 庫斯科傳統紡織中心
- 神聖、神奇和藥用植物博物館
- 可可和巧克力博物館

此外在各地的教堂內也設有一些地方博物館。

## 国际交流

### 友好城市
庫斯科的友好城市有：
- 巴勒斯坦伯利恒 [9]
- 玻利维亚拉巴斯
- 菲律宾碧瑶市
- 乌兹别克斯坦撒马尔罕
- 墨西哥墨西哥城
- 日本京都
- 美国泽西城
- 秘鲁利马
- 法国沙特尔
- 开城
- 雅典
- 莫斯科
- 伊斯坦布尔
- 哈瓦那
- 科潘
- 西安
- 波托西
- 昆卡
- 里约热内卢
- 麦迪逊
- 耶路撒冷

### 伙伴关系城市
- 克拉科夫[10]